# 国民议会 (吉布提)
國民議會（法語：Assemblée nationale）是吉布提的立法機構，每年舉行兩次年會，主要議題是立法和預算。國民議會屬於一院制議院，共有65個議席，每5年進行一次選舉。65個議席中有52席是通過簡單多數選出，另有13個是由比例代表投票選出。目前，吉布提國民議會中的多數黨是政治聯盟總統多數聯盟，議長是穆罕默德·阿里·侯赛德，於2015年上任。

## 外部連結
- 官方网站